# مسجد قاسم آغا
مسجد قاسم آغا ( (بالتركية: Kasım Ağa Mescidi)‏ . أو Kāsım Bey Mescidi ، وتعني كلمة mescit في اللغة التركية المسجد الصغير) هو مبنى بيزنطي سابق يقع في مدينة اسطنبول تم تحويله إلى مسجد في عهد العثمانيين . يعتقد أن المبنى الصغير كان جزءًا من دير بيزنطي، يفترض أن كنيسته الرئيسية هي المبنى المعروف في العصر العثماني باسم مسجد أودالار . 